# Дарко Чурлинов
Дарко Чурлинов (Скопље, 11. јула 2000) је македонски фудбалер који тренутно наступа за Бернли.

## Репрезентативна статистика
Ажурирано 28. децембра 2023.
| Северна Македонија | Северна Македонија | Северна Македонија |
| Године             | Наступа            | Голова             |
| ------------------ | ------------------ | ------------------ |
| 2017.              | 1                  | 0                  |
| 2021.              | 12                 | 2                  |
| 2022.              | 5                  | 1                  |
| 2023.              | 5                  | 1                  |
| Укупно             | 23                 | 4                  |

### Голови за репрезентацију
| #  | Датум            | Место                                                     | Противник   | Гол   | Резултат | Такмичење                                               |
| -- | ---------------- | --------------------------------------------------------- | ----------- | ----- | -------- | ------------------------------------------------------- |
| 1. | 4. јун 2021.     | Национална арена Тоше Проески, Скопље, Северна Македонија | Казахстан   | 4 : 0 | 4 : 0    | Пријатељска                                             |
| 2. | 8. октобар 2021. | Стадион Рајнпарк, Вадуц, Лихтенштајн                      | Лихтенштајн | 4 : 0 | 4 : 0    | УЕФА Квалификације за Светско првенство у фудбалу 2022. |
| 3. | 12. јун 2022.    | Национална арена Тоше Проески, Скопље, Северна Македонија | Гибралтар   | 4 : 0 | 4 : 0    | УЕФА Лига нација 2022/23.                               |
| 4. | 23. март 2023.   | Национална арена Тоше Проески, Скопље, Северна Македонија | Малта       | 2 : 0 | 2 : 1    | Квалификације за Европско првенство у фудбалу 2024.     |